# Kamarás Máté
Kamarás Máté Csaba (Miskolc, 1976. szeptember 21. –) magyar színész, musical- és rockénekes.

## Élete
A miskolci Herman Ottó Gimnázium diákszínpadán lépett fel először színész-énekesként 1994 februárjában. A következő évtől Toldi Mária tanítványa volt, majd a Rock Színház tagja lett. 1996-ban felvették a Színház- és Filmművészeti Egyetemre. Ebben az évben indult egy országos tehetségkutató versenyen a Ki mit tud?-on. A versenyt nem ő nyerte ugyan, de tehetségét széles körben elismerték.
1997 tavaszán Simon Edit és Paul Spyker menedzselésével és támogatásával ösztöndíjat nyert a londoni Elmhurst Musical Schoolba. Ősszel megkapta első külföldi szerepét, a tenorszólót (Carpe Noctem) énekelte a bécsi „Vámpírok báljá”-ban. Az előadásban egészen 2000. január 15-éig, az utolsó előadásig játszott. Ebben az évben alakult meg osztrák popzenekara, az Ohrrausch, amellyel aranylemezt ért el. 2001 és 2003 között a Fire of Dance európai turnéban szerepelt.
2003-ban újabb külföldi szerepet kapott, ezúttal a Halált játszotta a bécsi Elisabeth-ben a Theater an der Wienben, egészen 2006-ig. Az ebből készült DVD négyszeres platina-, míg a CD kétszeres aranylemez lett. Az előadás 2007-ben japán turnéra indult, amely nagy sikerrel zárult. Erre való tekintettel az Umeda Arts Theater saját koncertturnéra kérte fel ősszel, majd a következő év tavaszán a bécsi színház musicalkoncertjével vendégszerepelt az ázsiai országban. 2009-ben ismét ellátogatott Tokióba és Oszakába. 
2010 májusától a Lulu című musicalben volt látható Innsbruckban. Ugyancsak 2010-től együtt dolgozik Marcus Loeber német zeneszerzővel, több közös koncertjük volt már, és közös CD-t is készítettek. 2011-ben szerepet kapott Frank Wildhorn Mitsuko című musicaljében, amelyben gróf Heinrich Coudenhove Kalergihet szerepét japánul énekelte. A premier május 14-én volt Oszakában.
Első nagylemeze saját szerzeményeivel, amelyek angol és magyar nyelven hallhatók, 2009 februárjában jelent meg.
A 2009-ben neki ítélték a Miskolci Múzsa Díjat.

## Szerepei
- Képzelt riport egy amerikai popfesztiválról – René (Miskolc, Herman Ottó diákszínpad, 1994 február)
- Nyomorultak – Jean Valjean (Miskolc, Herman Ottó diákszínpad, 1995 február)
- Jézus Krisztus szupersztár – Pilátus
- Sakk – Orosz delegátus (Budapest, Rock Színház, 1995 ősz)
- Fame – Nick (Budapest, Thália Színház – 1996 tavasz)
- Utazás – Péter (Budapest, Bakáts tér, 1996 nyár)
- Barbárok – Elke (Miskolc, Diósgyőri vár, 1996 nyár)
- Vámpírok Bálja – Nightmare I: tenorszóló (Bécs, Theater an der Wien, 1997 ősz)
- Rock it! – musical válogatás (Zell am See, 1998 nyár)
- Elisabeth – Halál (Budapest, Fővárosi Operettszínház, 1998–1999. tavasz)
- Attila, Isten kardja – Csaba (Szeged, Szabadtéri Játékok, 1999.)
- Vámpírok Bálja – Herbert (Bécs, Theater an der Wien, 1999 ősz – 2000. január 15.)
- Sakk – Freddy, az amerikai sakkozó (Bergen, Norvégia, 2000. február 4.)
- Elisabeth – Halál (Miskolc, Nemzeti Színház, 2000 április)
- West Side Story – Tony (Szeged, Szabadtéri Játékok, 2000 augusztus)
- Falco – Amadeus Mozart (Bécs, Ronacher, 2000 ősz)
- Fame – Nick (Margitsziget, 2001. június 9.)
- Elisabeth – Halál (Bécs, Theater an der Wien, 2003–2006)
- Vámpírok Bálja – Herbert (Budapest, PS Produkció,  2007)
- Elisabeth – Halál (Budapest, Fővárosi Operettszínház)
- Lulu – Prolog/Jack ( Tiroler Landestheater, Innsbruck 2010. május 15.–2011. február)
- Mitsuko – Gróf Heinrich Coudenhove Kalergihe (Osaka, Tokyo 2011. május 14.–)

## Külső hivatkozások
- Hivatalos oldal
- Kamarás Máté a PORT.hu-n (magyarul)
- Kamarás Máté az Internet Movie Database-ben (angolul)
- Kamarás Máté hivatalos honlapja
- Mate Kamaras FanPage
- Má-Téka
- Kamarás Máté a Fővárosi Operettszínház vendégművésze